# Ла-Марське графство
Ла-Марське графство (фр. Comté de la Marche) — феодальне володіння в провінції Ла-Марш (фр. La Marche [lɒ maʁʃ], окс. La Marcha [lɒ ˈmartsɔ]) в Аквітанському герцогстві у середньовічній Франції. Розташовувалось переважно на території сучасного департаменту Крез.

## Історія
Територія Ла-Марш була певною «прикордонною територією» (звідси його назва — марка) між володіннями герцогів Аквітанії та володіннями короля Франції. Ла-Марське графство, ймовірно, народилося між 955 і 958 роками, коли Вільгельм III, герцог Аквитанії, подарував земельний наділ одному зі своїх васалів на ім'я Бозон, який у подальшому він отримав титул графа.
У XII столітті графство перейшло у власність дворянського роду Лузіньянів. Періодично ним володіли графи Ангулемські й Лімозькі.

### Апанажне графство
У 1308 році граф Гі де Лузіньян помер, не лишивши спадкоємця, і графство відійшло королю Філіпу IV. У 1316 році графство стало апанажем молодшого сина Філіпа, майбутнього короля Карла IV, а 1327 року відійшло Бурбонам. З 1435 до 1477 року графством володіли Арманьяки, потім знову Бурбони, а 1527 року його було анексовано королем Франциском I і остаточно включено до земель домену короля Франції.

## Графи Ла Марш

### Дім де Ла Марш
- 958—974: Бозон I Старий (пом. 974), граф Ла-Марський і де Перігор
- 974—975 : Елі I (пом. 975), граф Ла-Марський, син попереднього
- 975—997: Адальберт I (пом. 997), граф Ла-Марський і де Перігор, брат попереднього
- 988—1012: Бозон II (пом. 1010), граф Ла-Марський і де Перігор, брат попереднього
- 1010—1047: Бернар I (пом. 1041), син попереднього
- 1047—1088: Адальберт II (пом. 1088), син попереднього
- 1088—1091: Бозон III, син попереднього
- 1081—1098: Ед I, син Бернара I, ймовірно був регентом графства за племінника Бозона III
- 1098—1117/1129 : Альмодіс (пом. 1117/1129), графиня де Ла Марш, дочка Адальберта II
чоловік: Роджер де Монтгомері (пом. 1123)

### Дім Монтгомері
- 1113—1123 : Роджер I Пуатевінець (пом. 1123), чоловік попередньої, граф Ла-Марський
- 1117—1118 : Бозон IV (пом. 1118), син попереднього, граф Ла-Марський
- 1118—1135 : Ед II (пом. 1135), брат попереднього, граф Ла-Марський
- 1135—1145 : Адальберт III, брат попереднього, граф Ла-Марський
- до 1172 : Бозон V (пом. 1172), син попереднього, граф Ла-Марський
- 1145—1178 : Адальберт IV (пом. 1180), брат попереднього, граф Ла-Марський

У 1178 році граф Адальберт IV, йдучи у хрестовий похід, продав все своє майно королю Англії Генріху II за 5000 срібних марок.

### Дім Лузіньянів

Герб Лузіньянів

У 1199 році Гуго IX Лузіньян захопив у полон королеву Англії Алієнор Аквітанську і тримав її, поки вона не визнала його графом Ла-Марським, що було підтверджено 1200 року васальною присягою королю Англії Іоанну Безземельному.
- 1199—1219 : Гуго IX
- 1219—1249 : Гуго X
- 1249—1260 : Гуго XI
- 1260—1275 : Гуго XII
- 1270—1303 : Гуго XIII
- 1303—1308 : Гі I де Лузіньян

### Капетинги
- 1314—1322 Карл I Красивий

### Бурбони

Герб Бурбон де ла Марш

У 1327 році король Франції Карл IV Красивий зробив Людовіка I де Бурбона графом Ла-Марським в обмін на графство Клермон
- 1327—1342 Людовік I (1279—1342), герцог Бурбонський і граф Ла-Марський
- 1342—1346 П'єр I (1311—1356), син попереднього, герцог Бурбонський і граф Ла-Марський
- 1346—1361 Жак I (1315—1361), брат попереднього, граф Ла-Марський
- 1361 П'єр II (1342—1361), син попереднього, граф Ла-Марський
- 1361—1393 Жан I (1344—1393), брат попереднього, граф Ла-Марський і граф Вандомський
- 1393—1435 Жак II (1369/1370—1438), син попереднього, граф Ла-Марський і граф Вандомський, титулярний король Єрусалима. У 1435 році став ченцем.
- 1435—1463 : Елеонора (пом. 1463), дочка попереднього, герцогиня Немурська і графиня де Ла-Марська
чоловік: з 1429—Бернар д'Арманьяк (1400—1462), граф Пардіак

### Дім д'Арманьяк
- 1435—1462 Бернар II (1400—1462), чоловік попередньої, граф Ла-Марський і Пардіаку, герцог Немурський;
- 1462—1477 Жак III (1437—1477), син попереднього, граф Ла-Марський і Пардіаку, герцог Немурський;

### Бурбони
- 1477—1503 П'єр II Бурбонський
- 1505—1525 Карл III Бурбонcький, граф Монпансьє, Боже, Ла Марш і Форез, герцог Бурбонський

## Титулярні графи
- 1540—1545 Чарльз II Орлеанський
- 1672—1677 Луї Генрі де Бурбон
- 1685—1709 Франсуа Луї де Бурбон-Конті
- 1709—1727 Луї-Арман де Бурбон-Конті
- 1727—1776 Луї-Француа де Бурбон-Конті
- 1776—1814 Луї-Француа-Жозеф де Бурбон-Конті